# Tewhida Ben Sheikh
Tewhida Ben Sheikh, anche Tawhida Ben Cheikh, Taouhida Ben Cheikh (in arabo توحيدة بن الشيخ‎?; Tunisi, 2 gennaio 1909 – 6 dicembre 2010), è stata una ginecologa tunisina, nota per essere stata la prima donna musulmana nel Maghreb ad esercitare la professione di medico. È stata anche una pioniera nella medicina femminile, in particolare nella contraccezione e nell'accesso all'aborto.

## Biografia
Tewhida Ben Sheikh nacque a Tunisi, in Tunisia, all'epoca un protettorato francese, in una famiglia benestante di Ras Jebel, una città costiera nel nord-est tunisino. Sua madre, rimasta vedova, allevò da sola Tewhida e suoi quattro fratelli e sorelle. Frequentò la prima scuola pubblica tunisina per ragazze musulmane, il liceo Armand-Colin imparando anche il francese e lo studio del Corano.  Si diplomò nel 1928: fu la prima donna mussulmana di Tunisi.

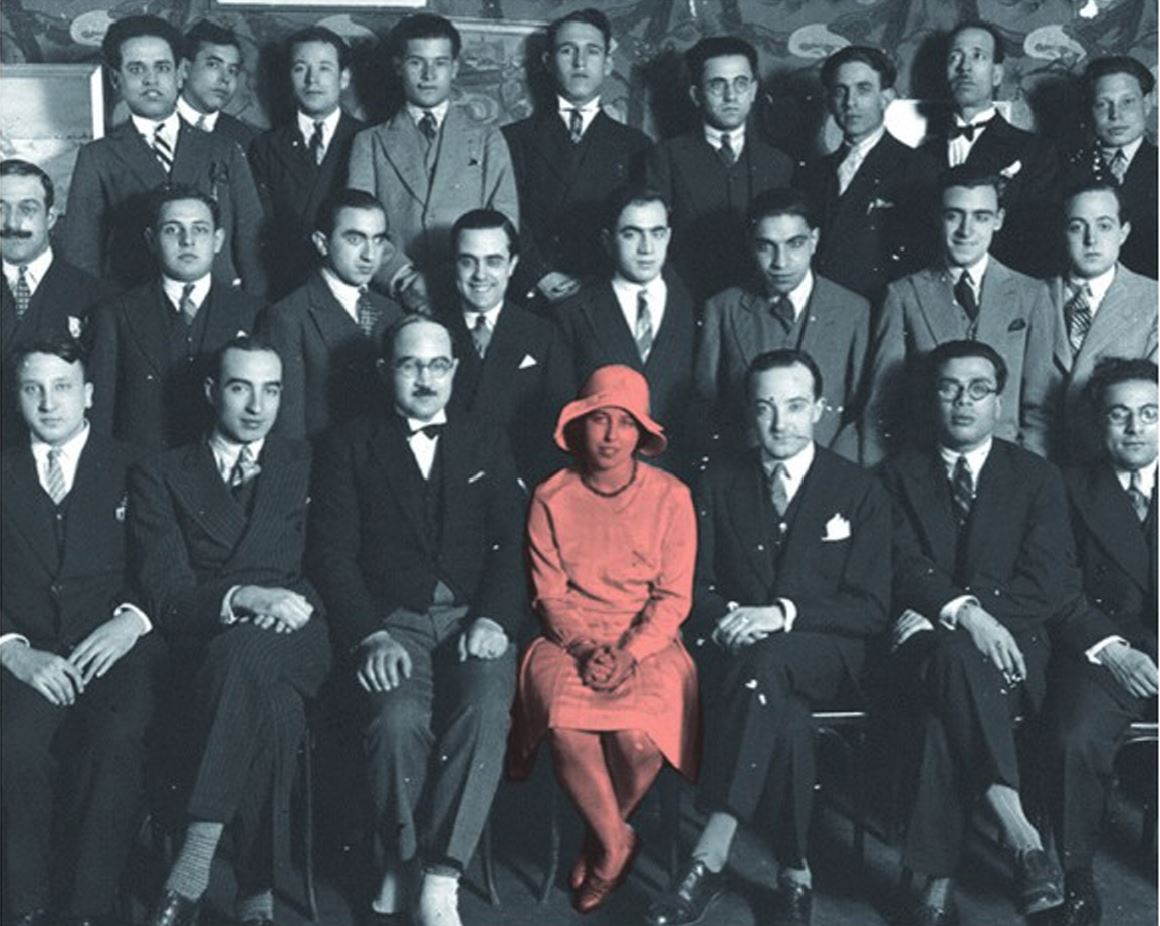
Membri tunisini dell'AEMNA (Associazione degli studenti mussulmani del Nord Africa), a Parigi

Pensò di andare a Parigi per studiare medicina. Sua madre era riluttante a permetterle di andare in Francia; tuttavia, i suoi insegnanti del liceo e un medico dell'Istituto Louis Pasteur di Tunisi (Etienne Burnet), riuscirono a convincerla in quanto la ragazza era una promessa significativa.

## Attività professionale
A Parigi frequentò all'università la facoltà di medicina, laureandosi nel 1936. A quel punto tornò in Tunisia dove fu festeggiata dai medici locali.

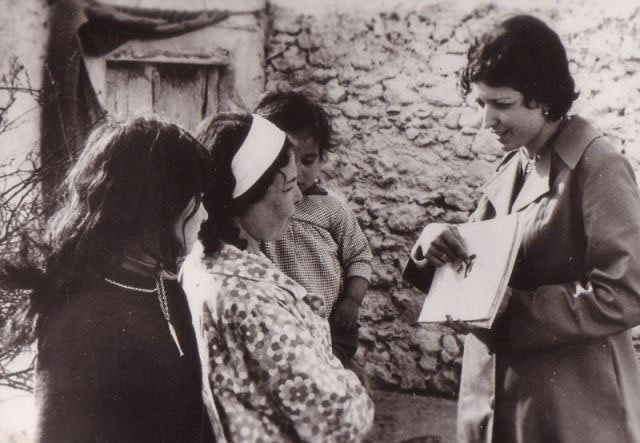
Tewhida Ben Sheikh durante le sue campagne di sensibilizzazione in Tunisia

Aprì uno studio presso la medina di Tunisi, esercitando la medicina privata perché i servizi ospedalieri pubblici erano controllati dalle autorità francesi e la priorità era data ai medici francesi. Nel 1937 diresse anche la rivista femminile Leïla. Dopo la medicina generale e la pediatria, si dedicò alla ginecologia e contribuì alla costituzione della pianificazione familiare tunisina attraverso il servizio da lei creato presso l'ospedale Charles-Nicolle nel 1963 e in seguito attraverso la clinica che aprì nel 1968.
Diventò direttrice della pianificazione familiare nel 1970, lottando per il diritto all'aborto, legalizzato nel 1973. Allo stesso tempo, assunse la responsabilità dei servizi di maternità degli ospedali Charles-Nicolle (1955-1964) e Aziza Othmana (1964-1977).
Vicepresidente della Mezzaluna Rossa tunisina, è stata anche membro dell'Unione delle donne musulmane tunisine (UMFT), fondata da Bchira Ben Mrad.

### La morte
Morì il 6 dicembre 2010 all'età di 101 anni.

## Vita privata
Sposata con un dentista nel 1943, la coppia ebbe due figli e una figlia: Faycel Benzina, veterinario, Omar Benzina, dentista e Zeïneb Benzina, storico e archeologo.
Tawhida Ben Cheikh è la nipote di Tahar Ben Ammar (1889-1985), un politico che ha svolto un ruolo chiave nel Movimento nazionale tunisino dal 1920.

## Riconoscimenti
- Nel marzo 2011, su iniziativa del sindaco di Montreuil, Dominique Voynet, è stato creato un centro sanitario Tawhida-Ben Cheïkh.[13][2]
- Nel 2012 un francobollo con la sua effige è stato emesso dalle poste tunisine.[2]
- Nel marzo 2020, l'immagine di Ben Sheikh è apparsa sulla nuova banconota da 10 dinari emessa dalla Banca centrale tunisina.[14][15].
- Il 25 novembre 2022, il comune di Ras Jebel, nel governatorato di Biserta, ha inaugurato un busto di Tawhida Ben Cheikh.[16]